# 尼斯圖·加遜
尼斯圖·路蘭度·加遜 （西班牙語：Néstor Rolando Clausen，1962年9月29日—），前職業足球運動員，司職後衛，曾代表阿根廷參加國際比賽。於退役後曾擔任多支球隊的領隊。

## 球會生涯
加遜於16歲時加入獨立隊的青訓學院，並於1980年8月17日首次為一隊上陣，對手為老虎競技。
他於1986年贏得世界盃後獲得了多間歐洲球會的青睞，他於1989年7月加盟瑞士球會錫永。

## 國家隊生涯
加遜於1986年入選阿根廷的世界盃出賽名單，並於對陣南韓的小組賽上陣全場，協助球隊以3–1勝出。加遜隨隊贏得賽事冠軍。

## 個人生活
加遜於阿根廷出生，他的祖父母來自瑞士。

## 榮譽

### 球員生涯
獨立隊
- 阿根廷足球甲级联赛–都会锦标赛（英语：1983_Argentine_Primera_División#Metropolitano_Championship）：1983[4]
- 南美解放者杯：1984[4]
- 洲際盃：1984[5]
- 阿根廷足球甲级联赛：1988–89（英语：1988–89_Argentine_Primera_División）[4]
- 南美超級球會盃：1995（英语：1995_Supercopa_Libertadores）[5]

 錫永
- 瑞士盃：1990–91[4]
- 瑞士全國甲組聯賽：1991–92（英语：1991–92 Nationalliga A）[4]

 阿根廷
- 國際足協世界盃：1986[5]

### 領隊生涯
最强者
- 玻利維亞足球甲級聯賽 – 春季聯賽：2003（英语：2003_Liga_de_Fútbol_Profesional_Boliviano）[6]
- 玻利維亞足球甲級聯賽 – 秋季聯賽：2003（英语：2003_Liga_de_Fútbol_Profesional_Boliviano）[6]

## 外部連結
- 尼斯圖·加遜在 National-Football-Teams.com 上的出场纪录
- Néstor Clausen （页面存档备份，存于） at Footballdatabase
- Nestor Clausen Interview （页面存档备份，存于）